# Динамо (ватерпольний клуб, Львів)
«Динамо» — чоловічий ватерпольний клуб зі Львова. Заснований 1949 року. Одинадцятиразовий  чемпіон України(1962, 1963, 1964, 1965, 1995, 2013, 2014, 2015, 2018, 2019, 2029), багаторазовий срібний (1992, 1993, 1994, 1996, 1999, 2000, 2003, 2004, 2006, 2007, 2016, 2017) і бронзовий призер
(1998, 2001, 2002, 2005, 2008, 2009, 2011, 2012) чемпіонату України. Дев'ятизовий володар Кубка України (1997, 2001, 2012, 2014, 2015, 2016, 2017, 2019, 2020).

## Історія
Історія львівської ватерпольної команди «Динамо» бере свій початок з 1949 року, коли тренер Матвій Аврамович Кофнер заснував юнацьку команду, яка вже за кілька років стала одною з найкращих в СРСР. У дебютному сезоні команда посіла дев’яте місце з п’ятнадцяти у другій групі чемпіонату СРСР.
В історію клубу «Динамо», львівського та українського водного поло увійшли такі тренери: Матвій Кофнер, Вадим Мартинчик, Геннадій Пінський, Юрій Гайдаєнко та Ігор Зінкевич.
У 1962 та 1964 роках команда стала чемпіонами УРСР, а в 1963 році виграли Спартакіаду УРСР. На той час лідером команди був Вадим Мартинчик. Згодом він викликався до збірної СРСР. Вихованці львівської команди ставали переможцями та призерами Олімпійських ігор. Серед них: Олімпійський чемпіон XX Літньої Олімпіади Вадим Жмудський, бронзові призери XXIV Літньої Олімпіади Микола Смірнов та Віктор Берендюга, дворазовий олімпійський призер у складі Російської збірної Дмитро Стратан. На Олімпіаді в Атланті виступали Олексій Єгоров, Вадим Скуратов, Дмитро Андрєєв, Олександр Потульницький та Вадим Рождественський.
Двічі команда ставала фіналістом Кубка СРСР (1980, 1986). У 1989 та 1991 роках «Динамо» здобувало бронзові нагороди чемпіонату СРСР.
1995 року команда вперше виграла чемпіонат України. Цього ж року на тренерському містку Юрія Гайдаєнка змінює Ігор Зінкевич.
У 2001 році ватерполісти «Динамо» у Севастополі вперше вибороли  Кубок України. В цей час клуб неодноразово переживав трудності з фінансованням.
Друге дихання львівська ватерпольна команда отримала у 2012 році, коли президентом «Динамо» став Олександр Свіщов. У цьому році гравці «Динамо» втретє виграли Кубок України. У 2014 та 2015 роках ватерполісти «Динамо» зуміли оформити золотий дубль. Команда Ігоря Зінкевича двічі поспіль вигравала і національний чемпіонат, і Кубок України.
У 2013 році був започаткований престижний міжнародний турнір «Кубок Карпат», участь у якому взяли збірні України, Молдови, Польщі та Словаччини. У дебютному турнірі перемогу святкували словаки. У другому «Кубку Карпат» найкращою стала збірна України, основу якої склали гравці «Динамо».
У сезоні 2018/19 клуб зіграв у кваліфікаційному раунді Ліги чемпіонів. У групі українці фінішували на 5-у місці серед 6 команд, позаду «BPM Sport Management» (Бусто-Арсіціо, Італія), «Pays D’AIX Natation» (Екс-ан-Прованс, Франція), «Corona Sportul Studentesc» (Брашов, Румунія) та «Enka Sport» (Стамбул, Туреччина), випередивши тільки грузинський ВК «Тбілісі» (Грузія), тому не потрапили до другого раунду змагань. Вирішальним став матч останнього туру проти стамбульського клубу, в якому львів'ян влаштовувала перемога з будь-яким рахунком, однак турки перемогли 9:8.